# دهستان میاندشت (درمیان)
دهستان میاندشت، دهستانی از بخش میاندشت شهرستان درمیان واقع در استان خراسان جنوبی است. جمعیت این دهستان، بر اساس سرشماری سال ۱۳۸۵، بالغ بر ۹۷۹۱ نفر می‌باشد.